# Narodnyja ambasady Biełarusi

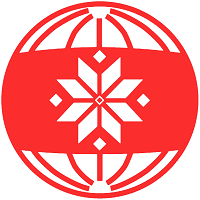
Logo inicjatywy

Narodnyja ambasady Biełarusi (biał. Народныя амбасады Беларусі; w polskich źródłach jako „Ambasady Narodowe” Białorusi) – inicjatywa przedstawicieli diaspory białoruskiej za granicą. Powodem jej podjęcia jest nieuznanie wyników wyborów prezydenckich na Białorusi w 2020 roku.

## Zadania
Głównym zadaniem tych organizacji jest informowanie opinii publicznej o sytuacji na Białorusi. Nawiązują i utrzymują one również kontakty z organami rządowymi, stowarzyszeniami społecznymi, związkami zawodowymi, środowiskiem biznesowym, naukowym i kulturalnym za granicą, bronią także praw i interesów Białorusinów mieszkających za granicą oraz pomagają osobom zmuszonym do opuszczenia kraju.

## Historia
Decyzję o utworzeniu „ambasad narodowych” podjęli przedstawiciele diaspory białoruskiej na podstawie uchwały Światowego Kongresu Białorusinów, który odbył się w październiku 2020. 10 grudnia 2020 poinformowano o otwarciu ich przedstawicielstw w kilku krajach. Obecnie takie „ambasady” funkcjonują w szesnastu państwach:
- Brazylia
- Portugalia
- Szkocja
- Czarnogóra
- Wielka Brytania
- Słowenia
- Korea Południowa
- Niemcy
- Ukraina
- Estonia
- Litwa
- Francja
- Austria
- Hiszpania
- Szwecja
- Holandia

W 2024 r. KGB uznało Ambasady Narodowe za „grupę ekstremistyczną”.